# Стела (филм)
Стела је југословенски филм из 1990. године. Режирао га је Петар Креља, који је написао и сценарио, а аутор музике је Арсен Дедић.

## Радња
Стела је двадесетогодишња девојка која је неколико пута покушала да побегне из загребачке Прихватне станице, али су успели да је спрече, а како би се решили ње и њеног агресивног оца, социјални радници те установе одлуче да је склоне из Загреба и да је пошаљу у дом на острву Цресу. На путу социјални радник, њен пратилац млади социјални радник Мато Ерцег схвати да се иза агресивног Стелиног понашања крије врло осетљива личност, жртва далеких, и нерашчишћених породичних сукоба.
Мато одлучи помоћ лепој Стели, те ће прећи границе правила службе.

## Улоге
| Глумац               | Улога        |
| -------------------- | ------------ |
| Жарко Лаушевић       | Мато Херцег  |
| Ања Шоваговић        | Стела Лончар |
| Миодраг Кривокапић   | Мијо Лончар  |
| Иво Грегуревић       | Томо Лончар  |
| Мира Фурлан          | Луција       |
| Давор Јањић          | Зиц          |
| Зијад Грачић         | Едо          |
| Вања Матујец         | Иванка       |
| Златко Витез         | Инспектор    |
| Илија Ивезић         | Командир     |
| Слободан Миловановић | Путник       |

## Награде
- Пула 90' - Награда Ружа Пазинке Ањи Шоваговић Деспот;  Студијев Јелен, награда жирија публике недељника Студио[4]
- Ниш 90' - Велика повеља Ањи Шоваговић Деспот[5]; Награда Дечјих новина Ивану Горану Витезу; Златна плакета и диплома Вечерњег листа Ањи Шоваговић Деспот[4]